# Hassan Hassanzadeh Amoli
Hassan Hassanzadeh Amoli (persiska: حسن حسن‌زاده آملی), född 10 februari 1929 i Ira nära Amol i Mazandaran, Persien, död 25 september 2021 i Amol, Mazandaran, var en iransk ayatolla. Han var framstående inom islamisk filosofi och gnosis, men forskade även inom islamisk rättslära, poesi, traditionell medicin, matematik och astronomi. Utöver persiska talade han franska och arabiska. Han har skrivit böcker i filosofi, mystik, matematik, astronomi och persisk och arabisk litteratur. Hälsotjänstemän sa att han dog på grund av hjärtsvikt på grund av hög ålder. Irans högste ledare Ali Khamenei bad begravningsbönen för honom.